# Пощенски кодове в Азербайджан
Пощенските кодове в Азербайджан са нумерични и се състоят от 4 цифри във формат AZ NNNN.
Преди обявяването на независимостта на Азербайджан през 1991 г., се състоят от 6 цифри във формат 37NNNN. Номерата са наследени от стария пощенска система на СССР, където пощенските номера започват с ..NNNN. Стария формат 37NNNN е въведена в съветско време през 1970 г.